# Фудбалски савез Доминике
Фудбалски савез Доминике (енгл. Dominica Football Association (DFA)) је управно фудбалско тело Доминике. Фудбалски савез основан је 1970. године и члан је КОНКАКАФа од 1994. године. 1994. године удружење је постало члан ФИФА -е.
Фудбалски савез је одговоран, између осталог, за фудбалску репрезентацију Доминика и национално фудбалско такмичење, Премијер дивизију. Матични стадион савеза је стадион Виндзор Парк.
Према рејтингу ФИФАе, рангирана је 184 (мушки тим) (од 16. јула 2020)  и 139 (женски тим) (од 29. марта 2019).
Према светској ранг листи, Ело, је на 186. месту (мушки тим) (од 15. априла 2019. године).
Према Ело рејтингу за Карибе, рангиран је на 18 (мушки тим) (од 15. априла 2019).
Највиши рејтинг ФИФА - 128. место (мушки тим) (новембар 2010), најнижи рејтинг ФИФА - 198. место (мушки тим) (јул 2009).